# Liste von Rechtsformen von Unternehmen in Deutschland
Dies ist eine unvollständige Liste von Rechtsformen von Unternehmen in Deutschland. Kombinierte Rechtsformen wie die GmbH & Co. KG sind hier nicht einzeln aufgeführt.

## Einzelunternehmen und Personengesellschaften
Einzelunternehmen und Personengesellschaften
|                                       | Einzelunternehmen                                                                         | Stille Gesellschaft | OHG | KG | GbR (BGB-Gesellschaft) |
| ------------------------------------- | ----------------------------------------------------------------------------------------- | --- | --- | --- | --- |
| Gesetzliche Regelung                  | HGB §§ 1–104                                                                              | HGB §§ 230–237 | HGB §§ 105–160 | HGB §§ 161–177 | BGB §§ 705–740 |
| Gründung                              |                                                                                           | | | | |
| Mindestanzahl der Gründer             | 1                                                                                         | 2 | 2 | 2 | 2 |
| Form                                  | -                                                                                         | nicht vorgeschrieben | nicht vorgeschrieben (schriftlich üblich) | nicht vorgeschrieben (schriftlich üblich) | - |
| Beginn der Gesellschaft               | sofort                                                                                    | sofort | sofort | sofort | sofort |
| Firma                                 | Vor- und Nachname des Inhabers; Sachfirma möglich, wenn Eintragung in das Handelsregister | ohne Kennzeichen, da Innengesellschaft | Vor- und Nachname mindestens eines Gesellschafters oder Sachfirma                                                                                               | Vor- und Nachname eines unbeschränkt haftenden Gesellschafters oder Sachfirma | Keine Firma möglich, Bezeichnung im Rechtsverkehr mit mindestens einem Vor- und dem Nachnamen von zweien der Gesellschafter                                      |
| Anmeldung zum Register                | ja (Handelsregister Abteilung A, wenn eingetragener Kaufmann)                             | nein | ja (Handelsregister Abteilung A) | ja (Handelsregister Abteilung A) | nein |
| Beteiligung am Kapital                | allein aus Privatvermögen, Selbstfinanzierung, begrenzte Kreditbasis                      | stiller Gesellschafter mit Kapitaleinlage | gesamthänderisch jeweiliger Stand der Kapitalkonten, aus Privatvermögen der Gesellschafter, Selbstfinanzierung, breite Kreditbasis                              | gesamthänderisch; Vollhafter, jeweiliger Stand der Kapitalkonten; Teilhafter: Einlage | gesamthänderisch; jeweiliger Stand der Anteile |
| Finanzielle Beteiligung               |                                                                                           | | | | |
| Gewinnbeteiligung                     | allein                                                                                    | gem. Gesellschaftsvertrag, andernfalls: angemessener Anteil | gem. Gesellschaftsvertrag, andernfalls: 4 % des Kapitals, Rest nach Köpfen                                                                                      | gem. Gesellschaftsvertrag, andernfalls: 4 % des Kapitals, Rest: angemessenes Verhältnis | gem. Gesellschaftsvertrag, andernfalls: nach Köpfen |
| Verlustbeteiligung                    | allein                                                                                    | gem. Gesellschaftsvertrag | gem. Gesellschaftsvertrag, andernfalls: nach Köpfen | gem. Gesellschaftsvertrag, andernfalls: angemessenes Verhältnis | gem. Gesellschaftsvertrag, andernfalls: nach Köpfen |
| Leitung der Unternehmen               |                                                                                           | | | | |
| Geschäftsführung                      | allein                                                                                    | Inhaber | jeder Gesellschafter einzeln | nur Vollhafter (einzeln) | gemeinsam |
| Vertretung                            | allein                                                                                    | Inhaber | jeder Gesellschafter einzeln | nur Vollhafter (einzeln) | gemeinsam |
| Überwachendes Organ                   | -                                                                                         | - | - | - | - |
| Beschließendes Organ                  | -                                                                                         | - | - | - | - |
| Gesellschafterwechsel und Liquidation |                                                                                           | | | | |
| Kündigung eines Gesellschafters       | -                                                                                         | nach Vertrag oder zum Schluss eines Geschäftsjahrs mit sechsmonatiger Frist | zum Schluss eines Geschäftsjahres mit sechsmonatiger Frist | zum Schluss eines Geschäftsjahres mit sechsmonatiger Frist | jederzeit (nicht zur „Unzeit“) |
| Auflösungsgrund                       | Liquidation, Insolvenz, Tod des Inhabers                                                  | Kündigung, Beschluss der Gesellschafter, Ablauf des Vertrags, Tod eines Gesellschafters, gerichtliche Entscheidung (bei wichtigem Grund) Insolvenz, Liquidation (Ausnahme: bei Tod eines Teilhafters geht dessen Anteil auf Erben über) | Kündigung, Beschluss der Gesellschafter, Ablauf des Vertrags, Tod eines Gesellschafters, gerichtliche Entscheidung (bei wichtigem Grund) Insolvenz, Liquidation | Kündigung, Beschluss der Gesellschafter, Ablauf des Vertrags, Tod eines Gesellschafters, gerichtliche Entscheidung (bei wichtigem Grund) Insolvenz, Liquidation (Ausnahme: bei Tod eines Teilhafters geht dessen Anteil auf Erben über) | Kündigung, Beschluss der Gesellschafter, Ablauf des Vertrages, Tod eines Gesellschafters, gerichtliche Entscheidung (bei wichtigem Grund) Insolvenz, Liquidation |
| Beteiligung am Auflösungserlös        | allein                                                                                    | Rückzahlung der Kapitaleinlage (bei Insolvenz: Insolvenzforderung) | nach Geschäftsanteilen | nach Geschäftsanteilen | nach Anteilen |

## Kapitalgesellschaften
|                                       | AG | KGaA                                                                              | GmbH / UG (haftungsbeschränkt) | eG |
| ------------------------------------- | --- | --------------------------------------------------------------------------------- | --- | --- |
| Gesetz                                | Aktiengesetz (AktG) | AktG §§ 278–290                                                                   | GmbH-Gesetz | Genossenschaftsgesetz |
| Gründung                              | |                                                                                   | | |
| Mindestanzahl der Gründer             | 1 | 1                                                                                 | 1 | 3 |
| Form                                  | gerichtlich oder notariell beurkundeter Vertrag | gerichtlich oder notariell beurkundeter Vertrag                                   | gerichtlich oder notariell beurkundeter Vertrag | Aufstellung eines Statuts (Satzung) und Unterzeichnung durch die Gründer                                                                                                |
| Beginn der Gesellschaft               | mit der Eintragung | mit der Eintragung                                                                | mit der Eintragung | mit der Eintragung |
| Firma                                 | Sach- oder Personenfirma mit Zusatz AG | Sach- oder Personenfirma mit Zusatz KGaA                                          | Sach- oder Personenfirma mit Zusatz GmbH | Sachfirma mit Zusatz eG |
| Anmeldung zum Register                | ja (Handelsregister Abteilung B) | ja (Handelsregister Abteilung B)                                                  | ja (Handelsregister Abteilung B) | ja (Genossenschaftsregister) |
| Beteiligung am Kapital                | Aktien, Mindestnennwert pro Aktie oder Stückaktie mit Beteiligung am Grundkapital 1,00 Euro, Mindestkapital (Grundkapital) 50.000 Euro, Eigenfinanzierung über Kapitalmarkt, Kreditwürdigkeit wegen Gläubigerschutz, Börsenzulassung möglich | Vollhafter: gesamthänderisch, jeweiliger Stand der Konten, Teilhaber: Aktien      | Geschäftsanteil min. 1,- Euro am Stammkapital min. 25.000,- Euro aus Vermögen der Anteilseigner (bei UG: 1,- Euro), Selbstfinanzierung durch Aufnahme weiterer Gesellschafter | Geschäftsguthaben (eingezahlter Teil des Geschäftsanteils) aus Einlage der Genossen, Finanzierung möglich, wegen Stimmrechtsbegrenzung und Mitgliederwechsel beschränkt |
| Finanzielle Beteiligung               | |                                                                                   | | |
| Gewinnbeteiligung                     | Dividende | Vollhafter: 4 % des Kapitals, Rest angemessenes Verhältnis, Teilhafter: Dividende | entsprechend dem Geschäftsanteil | entsprechend dem Geschäftsguthaben |
| Verlustbeteiligung                    | keine Beteiligung Ausnahme: Insolvenz, Kapitalherabsetzung | Vollhafter: angemessenes Verhältnis, Teilhafter keine Beteiligung außer Insolvenz | beschränkte Haftpflicht mit Geschäftsanteil; Nachschusspflicht | Abzug vom Geschäftsguthaben oder lt. Statut |
| Leitung der Unternehmen               | |                                                                                   | | |
| Geschäftsführung                      | Vorstand | Vollhafter (Vorstand)                                                             | Geschäftsführer | Vorstand (Genossen) |
| Vertretung                            | Vorstand | Vollhafter (Vorstand)                                                             | Geschäftsführer | Vorstand (Genossen) |
| Überwachendes Organ                   | Aufsichtsrat | Aufsichtsrat                                                                      | bei mehr als 500 Beschäftigten: Aufsichtsrat | Aufsichtsrat |
| Beschließendes Organ                  | Hauptversammlung | Hauptversammlung                                                                  | Gesellschafterversammlung | Generalversammlung |
| Gesellschafterwechsel und Liquidation | |                                                                                   | | |
| Kündigung eines Gesellschafters       | keine Kündigung möglich, aber Verkauf der Aktien | -                                                                                 | keine Kündigung möglich, aber Verkauf des Geschäftsanteils | zum Schluss des Geschäftsjahrs mit dreimonatiger Frist |
| Auflösungsgrund                       | Zeitablauf, Beschluss d. HV, Insolvenz | wie KG (Vollhafter), wie AG (Teilhafter)                                          | Zeitablauf, Beschluss der Gesellschafter, Insolvenz | Zeitablauf, Beschluss der Generalversammlung, Insolvenz |
| Beteiligung am Auflösungserlös        | nach Aktien | wie KG u. AG                                                                      | nach Geschäftsanteilen | nach Geschäftsguthaben |